# Scleromitrion
Scleromitrion (Wight & Arn.) Meisn. è un genere di piante della famiglia delle Rubiacee.

## Tassonomia
Il genere comprende le seguenti specie:
- Scleromitrion angustifolium (Cham. & Schltdl.) Benth.
- Scleromitrion brachypodum (DC.) T.C.Hsu
- Scleromitrion capitatum Miq.
- Scleromitrion cyananthum (Kurz) Nandikar
- Scleromitrion delicatum (Halford) K.L.Gibbons
- Scleromitrion diffusum (Willd.) R.J.Wang
- Scleromitrion galioides (F.Muell.) K.L.Gibbons
- Scleromitrion gibsonii (Halford) K.L.Gibbons
- Scleromitrion gracilipes (Craib) Neupane & N.Wikstr.
- Scleromitrion intonsum (Halford) K.L.Gibbons
- Scleromitrion kerrii (Craib) Wangwasit & Chantar.
- Scleromitrion koanum (R.J.Wang) R.J.Wang
- Scleromitrion laceyi (Halford) K.L.Gibbons
- Scleromitrion largiflorens (Halford) K.L.Gibbons
- Scleromitrion leptocaule (Halford) K.L.Gibbons
- Scleromitrion linoides (Griff.) Neupane & N.Wikstr.
- Scleromitrion neesianum (Arn.) Nandikar
- Scleromitrion pauciflorum (Bartl. ex DC.) Miq.
- Scleromitrion pinifolium (Wall. ex G.Don) R.J.Wang
- Scleromitrion polycladum (F.Muell.) K.L.Gibbons
- Scleromitrion scleranthoides (F.Muell.) K.L.Gibbons
- Scleromitrion sirayanum T.C.Hsu & Z.H.Chen
- Scleromitrion subulatum (Korth.) K.L.Gibbons
- Scleromitrion tenelliflorum (Blume) Korth.
- Scleromitrion tenuifolium (Burm.f.) K.L.Gibbons
- Scleromitrion thysanotum (Halford) K.L.Gibbons
- Scleromitrion verticillatum (L.) R.J.Wang